# Jeorjos Grigoriu
Jeorjos Grigoriu (gr.  Γεώργιος Γρηγορίου, ur. w 1871 w Tracji w Grecji) – grecki lekkoatleta, maratończyk. Uczestnik pierwszych nowożytnych igrzysk olimpijskich w 1896 roku.
Podczas igrzysk olimpijskich w Atenach w 1896 roku brał udział w biegu maratońskim, jednak nie ukończył go. Reprezentował klub Etnikos GS (Ateny).
Grigoriu przebiegł trasę maratonu w lutym 1896 roku. Uzyskał wtedy czas w okolicach 3 godzin i 45 minut.